# Sintema
Il sintema è un'unità strutturale fondamentale della stratigrafia e il tipo principale riconosciuto di unità a limiti inconformi.
Questo termine deriva dal greco σύν- ("insieme") e θημ- ("deposito di"). 
Se utile e necessario, un sintema può essere suddiviso in due o più subsintemi e due o più sintemi possono essere raggruppati in un supersintema.
Una gerarchia esatta e precisa nella classificazione stratigrafica non è facile, in quanto dipende dall'importanza della discontinuità stratigrafica che delimita le varie unità. Generalmente la loro importanza in stratigrafia si basa su tre criteri principali: il grado di discordanza angolare (geometrico), la durata dell'intervallo di tempo corrispondente allo hiatus deposizionale in corrispondenza della discontinuità (temporale) e l'estensione geografica della stessa (spaziale), criteri che sono spesso indipendenti uno dall'altro e che possono avere un valore diagnostico differente a seconda dei casi.
Onde evitare confusioni di scala si preferisce limitare l'uso del supersintema e del subsintema a meno che non sia strettamente necessario.
Nella nomenclatura stratigrafica il supersintema viene indicato con una sigla di due lettere dell'alfabeto maiuscole, il sintema con tre lettere dell'alfabeto sempre maiuscole e il subsintema con un numerino in pedice al sintema cui è correlato.